# Bahnhof Templerbend

Der Bahnhof Templerbend war ein Bahnhof im Westen der Stadt Aachen, der Aachen vor allem mit den Kohlezentren in den niederländischen Nachbargemeinden sowie mit dem Raum Düsseldorf verbinden sollte. Er wurde in den 1850er Jahren auf dem Templerbend (der Templerwiese) als Inselbahnhof für den Güter- und Personenverkehr erbaut. Im Jahr 1910 musste die gesamte Bahnhofsanlage aufgrund der räumlichen Ausbreitung der TH Aachen aufgegeben und abgerissen werden. Als Ersatz dafür war wenige hundert Meter westlich des Bahnhofs Templerbend der neue Bahnhof Aachen West errichtet worden, was zudem eine entsprechende Versetzung der bestehenden Bahntrassen erforderlich machte.

## Geschichte

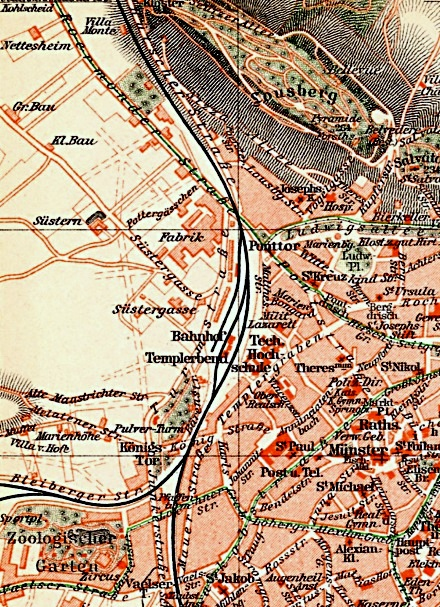
Lageplan des Bahnhofs Templerbend um 1893

Nachdem in den 1840er-Jahren die Überlegungen aufgekommen waren, die niederländische Kohlenmine Domaniale Mijn in Kerkrade mit dem zu dieser Zeit preußisch-regierten Aachen zu verbinden, um der Mine dadurch bessere Absatzmärkte zu verschaffen, begannen seitens der Stadt Aachen die Planungen für den Bau von neuen Bahntrassen und einem passenden Bahnhof. Die Umsetzung dieser Pläne nahm Gestalt an, nachdem unter anderem zu diesem Zweck im Jahr 1845 die Aachen-Maastrichter Eisenbahn-Gesellschaft gegründet worden war, die ein Jahr später am 30. Januar 1846 die Konzession zum Betrieb der neuen Bahnstrecke Aachen–Maastricht erhalten hatte.
Ausgangspunkt sollte das Areal am Ponttor sein, wo sich bereits mehrere Spediteure niedergelassen hatten und von wo aus nicht nur die niederländischen Grenzorte, sondern auch die Orte und Industrieanlagen im Wurmtal über neue Trassen bestens erreicht sowie eine neue „westliche Verbindungsbahn“ zum Raum Düsseldorf geschaffen werden konnten. Nach einer endgültigen Festlegung ihres Verlaufs wurde 1849 mit dem Bau der Strecken begonnen, die am 20. Oktober 1853 in Betrieb genommen werden konnten. Zugleich wurde zunächst ein provisorischer Bahnhof auf dem Gelände zwischen Templergraben und Turmstraße errichtet, der ebenfalls 1853 fertig gestellt werden konnte. Dieses Provisorium ersetzte die Aachen-Maastrichter Eisenbahn-Gesellschaft dann anschließend durch einen Neubau, der 1858 als Bahnhof Aachen Templerbend eingeweiht wurde. Für den Bau der Bahnhofsanlagen mussten die bis dahin noch ziemlich unberührt gebliebenen Wallmauern der äußeren Stadtmauer sowie die noch vorhandenen Reste des Gregorius-, Bongarts- und Krückenturms endgültig niedergelegt werden.
Der Bahnhof diente als Grenzbahnhof zwischen Deutschland und den Niederlanden und wurde wegen der notwendigen Zollformalitäten für die Grenzpendler als Inselbahnhof angelegt. Auf der westlich gelegenen Seite verlief die von der Aachen-Maastrichter Eisenbahn-Gesellschaft betriebene Bahnstrecke von Aachen nach Maastricht und führte vom „Rheinischen Bahnhof“ (heute Hauptbahnhof Aachen) kommend über die Bahnhöfe Templerbend, Richterich und Vetschau bis zur deutsch-niederländischen Grenze und weiter über Bocholtz, Simpelveld, Valkenburg aan de Geul und Meerssen nach Maastricht. Auf niederländischer Seite erhielt wegen seiner anfänglichen Ablehnung der Eisenbahntrasse nicht der Grenzort Bocholtz den Zuschlag als Grenzbahnhof, sondern der einige Kilometer entfernte Ort Simpelveld, der damit die Zuständigkeit für die dortigen Zollformalitäten übernahm.
Auf der östlich gelegenen Innenstadtseite fuhren im Auftrag der Aachen-Düsseldorf-Ruhrorter Eisenbahn-Gesellschaft die Züge der Bahnstrecke Aachen–Mönchengladbach. Ein Zaun auf dem Areal des Bahnhofs Templerbend und mitten durch das Bahnhofsgebäude trennte die Zollgleise von den übrigen Gleisen. Zwischen dem Rheinischen Bahnhof und dem Abzweig bei Richterich verliefen die Streckenführungen nach Maastricht und Mönchengladbach parallel und führten ausgangs des Bahnhofs Templerbend über die heutige Rütscherstraße, über die Eisenbahnviadukte der Schloss-Rahe- und Schlossparkstraße in Laurensberg und weiter entlang der dortigen Straße Tittardsfeld zum Bahnhof Richterich.
Im Jahr 1872 wurde schließlich noch die von der Bergisch-Märkischen Eisenbahn-Gesellschaft die Bahnstrecke Aachen–Bleyberg–Welkenraedt durch den Gemmenicher Tunnel nach Belgien sowie Neutral-Moresnet in Betrieb genommen und ebenfalls an den Bahnhof Templerbend angebunden, die damals über Bleyberg durch das Göhltal und an Montzen vorbei nach Welkenraedt führte. Aufgrund des verstärkten Güteraufkommens wurde 1875 ausgangs des Bahnhofs Templerbend für die von Düsseldorf kommenden Züge noch ein separater Rangierbahnhof mit neuem Betriebswerk angelegt. Nachdem im Jahr 1892 die Fertigstellung und Inbetriebnahme des neuen Moltkebahnhofs bei Burtscheid als ausschließlicher Güterbahnhof erfolgt war, mussten infolgedessen die Gütergleise sowohl des Bahnhofs Templerbend als auch der Bahnhöfe Marschiertor und Aachen Nord aufgegeben werden.
Da die 1870 gegründete und mit ihrem Hauptsitz am Templergraben benachbarte TH Aachen Anfang des 20. Jahrhunderts in der Amtszeit des Rektors Wilhelm Borchers massiv expandieren wollte und damit den vom Bahnhof Templerbend eingenommenen Platz beanspruchte, wurde zu Beginn des 20. Jahrhunderts wenige hundert Meter westlich der neue Bahnhof Aachen West gebaut, der neben dem Personenverkehr auch erneut zum Drehkreuz für den zuvor aufgegebenen Güterverkehr werden sollte. Der neue Standort machte zudem eine Verlegung der Bahntrasse zwischen dem Westbahnhof und dem Abzweig Richterich erforderlich, die nun ausgehend vom Templerbend in einem großen Bogen entlang von Gut Schurzelt über das neue Viadukt der Rathausstraße verlief und 500 Meter weiter auf die vormalige Trasse in der oberen Straße Tittardsfeld traf.
Der neue Güterbahnhof Aachen West wurde schließlich am 1. Oktober 1910 zusammen mit der neuen Trasse eröffnet, was infolgedessen zu einer geringeren Auslastung des Moltkebahnhofs führte, der selbst wegen seiner innerstädtischen Lage keine Expansionschance hatte und damit an Bedeutung verlor. Der Personenverkehr am neuen Aachener Westbahnhof wurde am 30. Oktober 1910 aufgenommen, nachdem tags zuvor der Bahnhof Templerbend und die alte Trasse stillgelegt worden waren. Ein Jahr später erfolgte schließlich die Sprengung der Bahnhofsbauten.
Der alte Verlauf der Trasse ist heute noch größtenteils in Laurensberg und auf Luftbildern zu erkennen und wird nunmehr in Teilen als Rad- und Fußweg genutzt. Auf dem ehemaligen Bahnhofsareal selbst erinnert nichts mehr an den ehemaligen Bahnhof Templerbend, nachdem dort rund um einen großen Institutsparkplatz das Rogowski-Institut, das Institut für Maschinenelemente und Maschinengestaltung sowie das Audimax der RWTH erbaut wurden.

## Bahnhofseinrichtungen

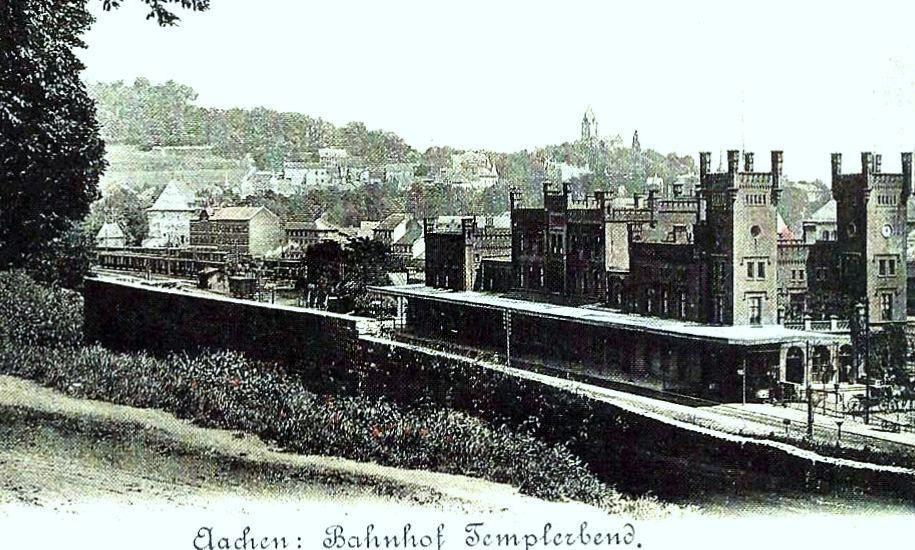
Bahnhof Templerbend – Blick von Westen
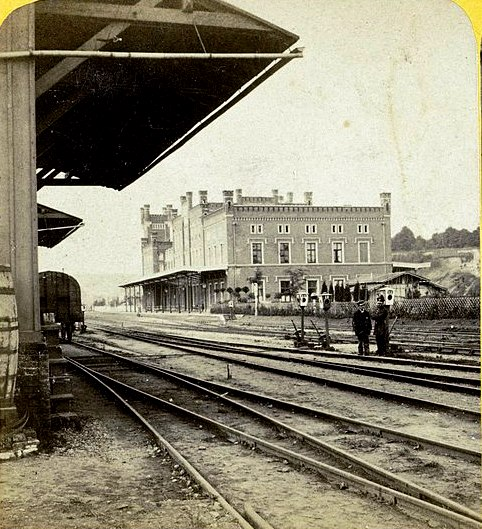
Rückseitige Ansicht von Norden
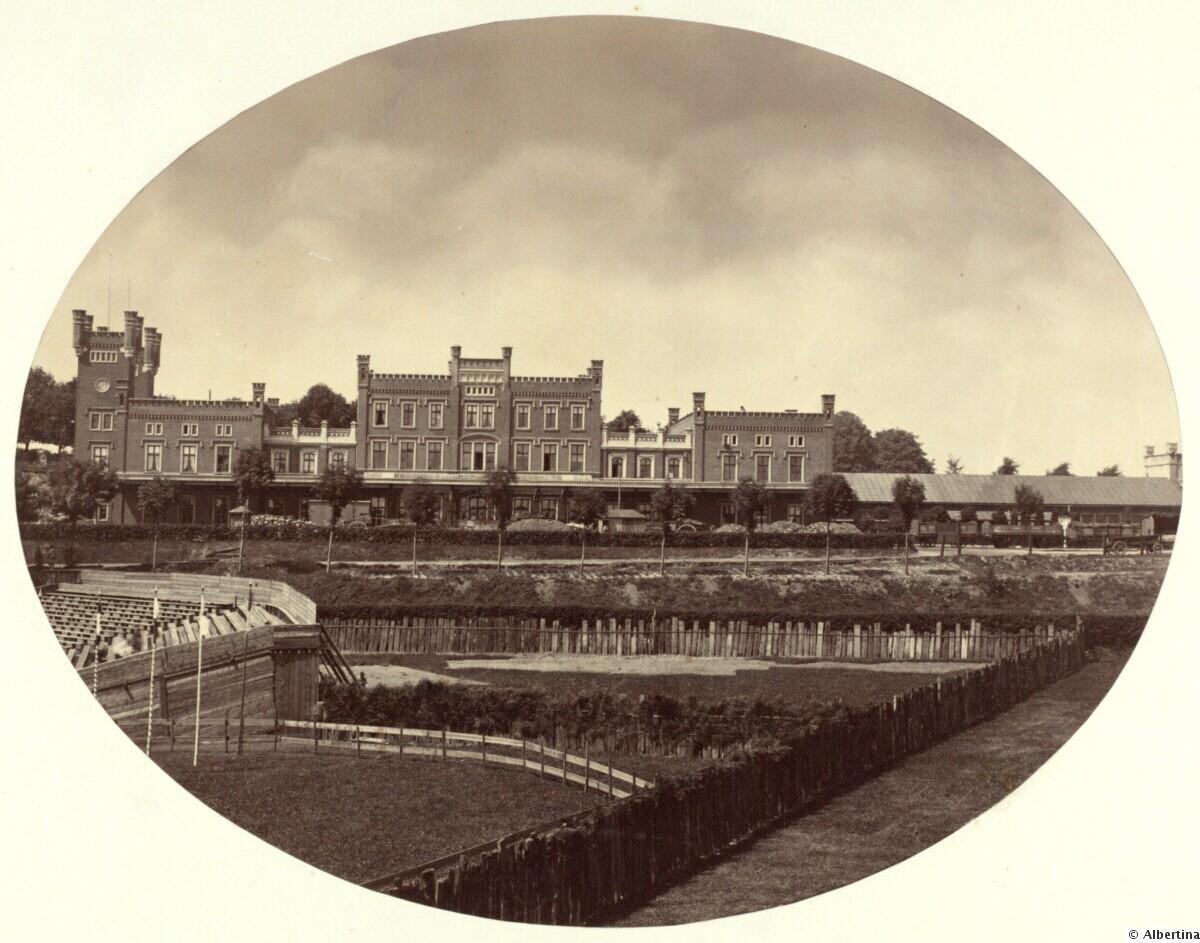
Stadtseitige Ansicht

Das imposante im neugotischen Stil erbaute Empfangsgebäude war dreigeschossig mit sechs Achsen und Mittelrisalit, an das sich weitere Anbauten anschlossen. Es war von der südwestlichen Kopfseite erschlossen, in der sich der Eingangsbereich mit einem Windfang befand. Auffällig waren die dortigen zwei hohen und mit Zinnen besetzte Türme, die an ein Stadttor oder eine Burganlage erinnern sollten.
Die beiden Hauptbahnsteige besaßen Bahnsteigdächer als Wetterschutz. An der westlichen Seite entlang der Turmstraße befanden sich ein lang gestreckter Zoll- und Güterschuppen sowie eine Ladestraße. Auf den Freiflächen nördlich, östlich und südlich des Bahnhofsgebäudes waren mehrere Rangiergleise mit Stellwerken sowie eine Drehscheibe zum Wenden von Lokomotiven eingelassen.